# Karaliaus Mindaugo taurė
La Karaliaus Mindaugo taurė (in italiano "Coppa Re Mindaugas") è un trofeo nazionale lituano organizzato per la prima volta nel 1998, poi sospeso, e ripreso nel 2007. Fino all'edizione del 2015 era conosciuta come LKF Cup.
Il torneo è intitolato a Mindaugas, il primo Re di Lituania.

## Albo d'oro

### LFK taurė
| Stagione | Vincitore       | Secondo posto   | Risultato       | MVP              |
| 1998     | Lietuvos rytas  | Šiauliai        |                 |                  |
| 2007     | Žalgiris Kaunas | Lietuvos rytas  | 84 - 65         |                  |
| 2008     | Žalgiris Kaunas | Lietuvos rytas  | 83 - 72         |                  |
| 2009     | Lietuvos rytas  | Žalgiris Kaunas | 84 - 82         |                  |
| 2010     | Lietuvos rytas  | Žalgiris Kaunas | 77 - 65         |                  |
| 2011     | Žalgiris Kaunas | Lietuvos rytas  | 81 - 69         |                  |
| 2012     | Žalgiris Kaunas | Pieno žvaigždės | 99 - 62         |                  |
| 2013     | Prienai         | Pieno žvaigždės | 77 - 75 81 - 60 |                  |
| 2014     | Prienai         | Lietuvos rytas  | 92 - 91         |                  |
| 2015     | Žalgiris Kaunas | Lietuvos rytas  | 82 - 76         | Edgaras Ulanovas |

### Karaliaus Mindaugo taurė
| Stagione  | Vincitore       | Secondo posto     | Risultato | MVP                  |
| 2016      | Lietuvos rytas  | Žalgiris Kaunas   | 67 - 57   | Antanas Kavaliauskas |
| 2017      | Žalgiris Kaunas | Lietkabelis       | 84 - 63   | Edgaras Ulanovas     |
| 2018      | Žalgiris Kaunas | Rytas Vilnius     | 81 - 62   | Edgaras Ulanovas     |
| 2018-2019 | Rytas Vilnius   | Žalgiris Kaunas   | 70 - 67   | Arcëm Parachoŭski    |
| 2019-2020 | Žalgiris Kaunas | Rytas Vilnius     | 80 - 60   | Edgaras Ulanovas     |
| 2020-2021 | Žalgiris Kaunas | Lietkabelis       | 76 - 69   | Joffrey Lauvergne    |
| 2021-2022 | Žalgiris Kaunas | Lietkabelis       | 91 - 66   | Joffrey Lauvergne    |
| 2022-2023 | Žalgiris Kaunas | Jonava            | 81- 77    | Edgaras Ulanovas     |
| 2023-2024 | Žalgiris Kaunas | Lietkabelis       | 86- 70    | Laurynas Birutis     |
| 2024-2025 | Žalgiris Kaunas | Neptūnas Klaipėda | 91- 89    | Iggy Brazdeikis      |

## Vittorie per club
| Squadra         | Vittorie | Anni                                                |
| --------------- | -------- | --------------------------------------------------- |
| Žalgiris Kaunas | 13       | 2007, 2008, 2011, 2012, 2015, 2017, 2018, 2020-2025 |
| Rytas Vilnius   | 5        | 1998, 2009, 2010, 2016, 2019                        |
| Prienai         | 2        | 2013, 2014                                          |